# Håkan Melhus
Håkan Melhus, född 17 augusti 1959, är professor i klinisk farmakologi vid Uppsala universitet.
Melhus disputerade 1990 vid Uppsala universitet och blev 2004 professor i klinisk farmakologi vid samma lärosäte.